# Nasielsk
Nasielsk là một thị trấn thuộc huyện Nowodworski, tỉnh Mazowieckie ở trung-đông Ba Lan. Thị trấn có diện tích 13 km². Đến ngày 1 tháng 1 năm 2011, dân số của thị trấn là 7470 người và mật độ 594 người/km².